# Sant'Antonio di Gallura
Sant'Antonio di Gallura (sardisk: Sant'Antòni di Caragnàni, Sant'Antòni de Calanzànos) er en by og en kommune (comune) i provinsen Sassari i regionen Sardinien i Italien. Byen ligger i 354 meters højde og har 1.520 indbyggere (2016). Kommunen har et areal på 81,69 km² og grænser til kommunerne Arzachena, Calangianus, Luras, Olbia og Telti.